# 추임새
추임새란 판소리를 할 때 관중들이 장단에 맞춰 내는 소리이다. ‘정도 이상으로 칭찬해주다’라는 뜻의 ‘추어주다’가 이 말의 유래로 여겨진다.